# Mississippi Highway 48
La Mississippi Highway 48 (MS 48) è un'autostrada statale (state highway) del Mississippi. Corre da est a ovest per 102,15 km (63,47 miglia), attraversando un totale di quattro contee: Marion, Walthall, Pike e Amite.

## Località attraversate

### Da Est a Ovest
- Sandy Hook
- Tylertown
- Magnolia
- Centreville

## Maggiori svincoli

### Da est a ovest
- Mississippi Highway 35
- Mississippi Highway 27
- U.S. Highway 51
- Interstate 55
- Mississippi Highway 24